# کارین پرینسلو
کارین پرینسلو (به انگلیسی: Karin Prinsloo) (زادهٔ ۲ دسامبر ۱۹۸۹) شناگر اهل آفریقای جنوبی است.